# Athelstan
Athelstan, staroang. Æðelstān (ur. ~895, zm. 27 października 939) – król Anglii w latach 924–939, syn Edwarda Starszego i Egwiny.

## Życiorys
Był najstarszym synem króla Edwarda Starszego i bratankiem Ethelfledy, pani Mercjan. Po jej śmierci w 920 r. Mercję opanował król Edward. Athelstan został wówczas zastępcą króla w Mercji. Kiedy jego ojciec umarł w 924 r. Athelstan został od razu uznany w Mercji królem. W Wesseksie przewagę uzyskali przyrodni bracia Athelstana, Elfweard i Edwin. Athelstan doszedł tam do władzy dopiero na początku 925 r. 4 września koronował się na króla. Rok później wydał swoją siostrę za duńskiego króla Yorku i Dublina, Sigtrygga Caecha. Sigtrygg zmarł jednak już w 927 r. Athelstan wykorzystał nadarzającą się sposobność i opanował Nortumbrię. Panował wtedy nad terytorium większym niż wszyscy dotychczasowi władcy Wesseksu.
Athelstan starał się roztoczyć swoją zwierzchność nad wszystkimi królami brytyjskimi. Udało mu się narzucić silną zwierzchność królom walijskim, którzy towarzyszyli mu podczas jego kampanii wojennych. Athelstan roztoczył władzę królów Wesseksu nad Kornwalią. Starał się również podporządkować królestwa na północy Wysp Brytyjskich. W 933 r. najechał na królestwo Strathclyde. Spowodowało to zawiązanie koalicji władcy Duńczyków z północy, Olafa III, oraz króla Szkocji, Konstantyna II. Athelstan stawił czoło koalicji i pokonał ją w 937 r. pod Brunanburh.
Athelstan prowadził aktywną politykę zagraniczną. Jego siostra, Edyta, poślubiła późniejszego cesarza Ottona I. Na dworze Athelstana gościli król Franków Zachodnich Ludwik IV Zamorski, książę Bretanii Alan II Krzywobrody i król Norwegii Haakon Dobry. Posiadał również wiele cennych relikwii, takich jak miecz Konstantyna Wielkiego i włócznię Karola Wielkiego.
Był pierwszym władcą Wesseksu, który przybrał tytuł "króla całej Brytanii", rex totius Britanniae. W niektórych dokumentach tytułuje się również basileusem.
Bardzo pobożny i hojny dla kościoła Athelstan, który nigdy się nie ożenił i nie pozostawił potomstwa, zmarł w 939 r. i został pochowany w swoim ulubionym opactwie benedyktyńskim w Malmesbury, podczas gdy inni członkowie jego rodziny spoczęli w Winchesterze. W Malmesbury wciąż znajduje się grobowiec Athelstana mimo iż ciało zaginęło przed wiekami. Pamięć o królu jest żywa w miejscu jego pochówku. Jego imię nosi miejscowy zakład komunikacji autobusowej, sklep z używaną odzieżą oraz wiele ulic. Jest również patronem tamtejszej katedry.
Jego następcą na tronie został jego przyrodni brat, Edmund Starszy.